# مسعرية

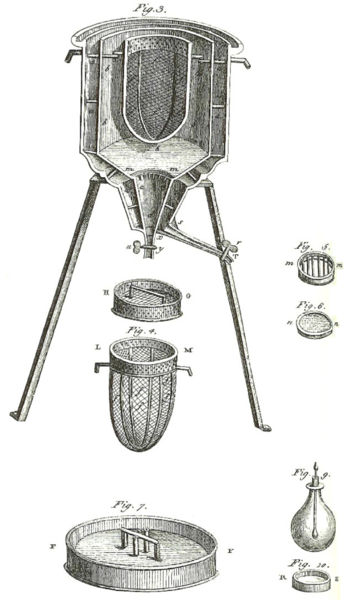

المِسعرية (نسبة للسعرة الحرارية هي أساليب تجريبية لقياس حرارة التفاعل أو التغير الفيزيائي، أو العلم الذي يضع تلك الأساليب. وتسمى أداة القياس المسعرية « المسعر ».
وتصنف صنفان
- المسعرية المباشرة
- المسعرية غير المباشرة تحسب الحرارة التي تنتجها الكائنات الحية من خلال قياس

- إما الفضلات الناتجة من ثاني أكسيد الكربون ونيتروجين أو أمونياك أو يوريا
- وإما استهلاكهم للأكسجين عبر أسلوب إحصائي يسمى الانحدار الخطي المتعدد

## التاريخ
أسس هذا المجال الطبيب والعالم الإسكتلندي جوزيف بلاك وهو أول من فرّق بين الحرارة (أحد أنواع الطاقة) وبين درجة الحرارة (أحد خواص النظام المفحوص).